# Lodigiani Calcio 1972
Lodigiani Calcio 1972 – włoski klub piłkarski, mający swoją siedzibę w stolicy kraju – Rzymie.

## Historia
Chronologia nazw:
- 1972: Associazione Sportiva Lodigiani
- 2004: Associazione Sportiva Cisco Lodigiani S.r.l.
- 2005: Associazione Sportiva Dilettantistica Nuova Lodigiani 2005 – po reorganizacji
- 2008: Associazione Sportiva Dilettantistica Lodigiani
- 2009: Associazione Sportiva Dilettantistica Stilecasa Lodigiani Calcio
- 2010: Associazione Sportiva Dilettantistica Lodigiani Calcio – po fuzji ze Stilecasa

Piłkarski klub A.S. Lodigiani został założony w Rzymie w 1972 roku przez Giuseppe Malvicini, i początkowo był zespołem korporacyjnym Lodigiani Costruzioni S.p.A.. W pierwszych dwóch latach działalności brał udział w turniejach amatorskich i wygrywał różne trofea.
W 1974 roku dołączył do F.I.G.C. i startował w mistrzostwach Seconda Categoria, potem połączył się z trzecioligowym A.C. Orma I.T.R. Vescovio z Rzymu. W następnym roku Malvicini nabył miejsce ligowe od U.S. Maia Cat, zdobywając prawo do udziału w mistrzostwach Promozione. W sezonie 1979/80 zespół zdobył awans do Serie D. Liga w następnym sezonie zmieniła nazwę na Campionato Interregionale, a klub w sezonie 1982/83 zwyciężył w grupie G Campionato Interregionale i otrzymał promocję do Serie C2. Po dziewięciu sezonach gry na czwartym poziomie w 1992 klub awansował do Serie C1. Największego sukcesu zespół osiągnął w sezonie 1993/94, kiedy to po zajęciu 4.miejsca w grupie B, zakwalifikował się do rundy play-off, ale przegrał w półfinale z Salernitaną. W sezonie 2001/02 zajął 18.miejsce w grupie B i został oddelegowany do Serie C2. W 2004 roku klub po znalezieniu sponsora zmienił nazwę na A.S. Cisco Lodigiani S.r.l.
W 2005 roku stał klub został reorganizowany. Klub zmienił nazwę na A.S. Cisco Calcio Roma S.r.l. W rzeczywistości zamiast Lodigiani w Serie C2 zaczął występować klub Cisco Calcio z Serie D. Sponsor Cisco opuścił dzielnicę Borghesiana i ustanowił swoją nową siedzibę we Francesca Gianni di San Basilio. Byli piłkarze i menedżerowie Lodigiani postanowił natychmiast, aby utrzymać przy życiu klub założyć we wrześniu 2005 roku A.S.D. Nuova Lodigiani 2005. Od 2005 do 2008 istniała tylko drużyna juniorska, która uczestniczyła w różnych turniejach amatorskich. W 2008 roku klub zmienił nazwę na A.S.D. Lodigiani i startował w sezonie 2008/09 w regionalnych mistrzostwach Prima Categoria. W następnym sezonie zajął pierwsze miejsce w grupie F i awansował do Promozione. Potem połączył się ze Stilecasa i zmienił nazwę na A.S.D. Lodigiani Calcio. W sezonie 2010/11 zajął 7.miejsce w grupie B Promozione Lazio, ale przed rozpoczęciem sezonu 2011/12 zrezygnował w dalszych rozgrywek. Obecnie istnieje tylko drużyna juniorska.
AS Lodigiani znana była dawniej ze świetnego szkolenia młodzieży. Grali tutaj tacy piłkarze jak Luigi Apolloni, Valerio Fiori, Emiliano Moretti i Francesco Totti.

## Sukcesy

### Trofea międzynarodowe
Nie uczestniczył w rozgrywkach europejskich (stan na 31-12-2016).

### Trofea krajowe
| \| \| Zdobyte trofea w rozgrywkach Włoch (stan na: 31-05-2017) \| |                                                          |      |          |
| Rozgrywki                                                         | Osiągnięcie                                              | Razy | Sezon(y) |
| · Mistrzostwo                                                     | I miejsce                                                | 0    |          |
| · Mistrzostwo                                                     | II miejsce                                               | 0    |          |
| · Mistrzostwo                                                     | III miejsce                                              | 0    |          |
| · Puchar                                                          | zdobywca                                                 | 0    |          |
| · Puchar                                                          | finalista                                                | 0    |          |
| · Puchar                                                          | 1.runda                                                  | 1    | 1994/95  |
| II liga                                                           | I miejsce                                                | 0    |          |
| II liga                                                           | II miejsce                                               | 0    |          |
| II liga                                                           | III miejsce                                              | 0    |          |
| Włochy                                                            | Zdobyte trofea w rozgrywkach Włoch (stan na: 31-05-2017) |      |          |

- Serie C:
  - 4.miejsce: 1993/94 (grupa B)

## Stadion
Klub rozgrywa swoje mecze domowe na stadionie Stadio della Borghesiana w Rzymie, który może pomieścić 2000 widzów.

### Znani zawodnicy
- Luigi Apolloni
- David Di Michele
- Valerio Fiori
- Emiliano Moretti
- Luca Toni
- Francesco Totti
- Fabio Firmani